# 上原専禄
上原 専禄（旧字体：上原 專祿、うえはら せんろく、1899年5月21日 - 1975年10月28日）は、日本の歴史学者。専門は中世ヨーロッパ史。東京商科大学学長（就任時は東京産業大学：現一橋大学）であり、戦後の一橋大学新制大学化にあたり指導的役割を果たした。このため一橋大学の新制大学構想は別名を「上原構想」とも呼ばれている。学長退任後は構想の核となった初代一橋大学社会学部長を務めた。

## 生涯

### 幼少期から学生時代
1899年、京都市西陣にあった日蓮宗檀家の商家に生まれた。小学校3年から松山市大街道商店街の薬種商であった叔父の家に住む。旧制愛媛県立松山中学校（現愛媛県立松山東高等学校）を経て、1915年、東京高等商業学校（現・一橋大学）に入学した。その後、同校専攻部経済学科に進み、三浦新七の下で学び、1922年（大正11年）卒業した。なお、東京高等商業学校は、1919年に東京商科大学に昇格している。

### ウィーン留学から教員としての戦前
その後、ウィーン大学に2年間留学し、アルフォンス・ドプシュ教授のゼミナールで、当時日本ではまだ珍しかった一次史料からの史料批判を行うヨーロッパ中世史研究の研鑽を積んだ。帰国後、1926年（大正15年）高岡高等商業学校（現・富山大学）教授に任じられた。1928年（昭和3年）、東京商科大学教授となった。1940年（昭和15年）、東京商科大学附属商業教員養成所主事、東京商科大学附属商学専門部主事。一方で、横濱専門学校（現神奈川大学）に出講して、その草創期には経済史の講師をつとめた。

### 戦後、一橋大学大学学長として
1946年（昭和21年）に高瀬荘太郎の後を継ぎ、東京産業大学（東京産業大学は戦時中東京商科大学から名称変更をよぎなくされた。上原就任中に東京商科大学へ名称再変更となる　現・一橋大学）学長に就任。新制一橋大学の設立に指導的役割を果たした。このため一橋大学の新制大学化の核となった「社会科学の総合大学化構想」は別名を「上原構想」ともいわれている。また戦後初の学生公選により選ばれた学長でもある。
上原構想は、社会科学を総合的に扱う社会学部の設立が核となっており、学長退任後の1951年（昭和26年）に、初代一橋大学社会学部長に就任した。この間、小樽商科大学等でも教鞭をとる。また、日本教職員組合の国民教育研究所初代所長、国民文化会議議長、富山大学設置準備委員会委員等も務めた。
1959年（昭和34年）日米安全保障条約改定に反対し、清水幾太郎や家永三郎らとともに安保問題研究会を結成。翌1960年（昭和35年）、一橋大学を突如辞職した。同年10月国民文化会議会長を辞し、1964年（昭和39年）5月国民教育研究所研究会議議長も辞職。
1950年（昭和25年）6月から7月にかけて、昭和天皇は歴史関係の科学委員による合同進講を催した。この合同進講において上原は4人の委員のうちの1人となった。同年6月26日、西洋における歴史学の展開についての進講を行った。

### 辞職以降
1969年（昭和44年）4月27日の夫人の死を契機に、1971年（昭和46年）6月、息子の上原淳道や弟子達も知らない間に長女（国立音楽大学ピアノ講師）のみを伴い東京を退出し、宇治で「高島宗助」という偽名を使って隠遁生活を送る。大学退職後は日蓮の研究に傾倒する。1975年（昭和50年）10月28日、京都市西京区の京都桂病院で肺ガンと急性心不全によって76歳の生涯を終え、遺骨は長女により西方寺に埋葬されたと報じられた。その死は公表されず、1979年（昭和54年）6月16日死後3年8か月にして朝日新聞が発見し、記事にした。

## 後世に与えた影響
上原専禄に関しては、下記「上原専禄に関する参考文献」のような論考が出ている。戦前から戦後に活動した歴史学者としての側面に加えて、哲学的な側面、そして戦前から戦後にかけての大学論、大学教育に与えた影響が論じられている。

### 門下生
- 教えを受けた門下生には、西洋史学者の増田四郎（一橋大学名誉教授）、阿部謹也（一橋大学名誉教授）、弓削達（東京大学名誉教授）、今野国雄（元青山学院大学教授）、渡辺金一（一橋大学名誉教授）、日臺礟一（大阪市立大学名誉教授）、中村恒矩（法政大学名誉教授）[5]、石川操（青山学院大学名誉教授）[6]、東洋史学者の増淵龍夫（一橋大学名誉教授）、小説家のモリテル（元日本大学教授）[7]がいる。

## 家族・親族
- 長男：上原淳道（1921－1999）は、中国史研究者。東京大学教養学部教授等を務めた。

## 著作

### 単著
- 『史心抄』上原専禄、1940年
- 『ランプレヒト（英語版）歴史的思考入門』日本評論社、1942年
- 『独逸中世史研究』弘文堂、1942年
- 『独逸近代歴史学研究』弘文堂、1944年
- 『歴史的省察の新対象』弘文堂、1948年
- 『大学論』毎日新聞社、1949年
- 『独逸中世の社会と経済』弘文堂、1949年
- 『学問への現代的断想』弘文堂、1950年
- 『平和の創造――人類と国民の歴史的課題』理論社、1951年
- 『民族の歴史的自覚』創文社、1953年
- 『危機に立つ日本』未来社、1953年
- 『世界史における現代のアジア』未来社、1956年
- 『現代を築くこころ』理論社、1957年
- 『私の大学・世界の見方――現代をどう考えるか』理論社、1957年
- 『若い河』河出新書、1957年
- 『歴史学序説』大明堂、1958年
- 『歴史意識に立つ教育』国土社、1958年
- 『国民形成の教育』新評論、1964年
- 『死者・生者――日蓮認識への発想と視点』未来社、1974年
- 『クレタの壺――世界史像形成への試読』評論社、1975年

### 共編著ほか
- 宗像誠也と共著『日本人の創造 教育対話篇』東洋書館、1952年
- 『現代随想全集 第25巻 大塚金之助 上原専禄集』創元社、1955年。選集
- 編著『日本国民の世界史』岩波書店、1975年

### 著作集
『上原專祿著作集』（全28巻予定だったが、20巻分のみ刊）評論社、1987-2002年
- 第2巻＝『ドイツ中世史研究』
- 第3巻＝『ドイツ近代歴史学研究』
- 第4巻＝『ドイツ中世の社会と経済』
- 第5巻＝『大学論、学問への現代的断想』
- 第6巻＝『平和の創造、人類と国民の歴史的課題、危機に立つ日本、日本国民に訴える』
- 第7巻＝『民族の歴史的自覚』
- 第8巻＝『世界史像の新形成』
- 第9巻＝『アジア人のこころ、現代を築くこころ』
- 第10巻＝『世界の見方』
- 第12巻＝『歴史意識に立つ教育』
- 第13巻＝『世界史における現代のアジア』
- 第14巻＝『国民形成の教育』
- 第15巻＝『歴史的省察の新対象』
- 第16巻＝『死者・生者』
- 第17巻＝『クレタの壺』
- 第18巻＝『大正研究』
- 第19巻＝『世界史論考』
- 第24巻＝『国民文化の論』
- 第25巻＝『世界史認識の新課題』
- 第26巻＝『経王・列聖・大聖』

## 上原專祿に関する参考文献
- 三木亘1997「上原専禄」『２０世紀の歴史家たち(1)』日本編上、刀水書房
- 竹島平兵衛2000『上原専禄一考』龍汀荘
- 子安宣邦2008「死者に対する真実の回向――上原専禄“日蓮認識への発想と視点”」『昭和とは何であったか――反哲学的読書論』藤原書店
- 安藤泰至2011「上原専禄の医療・宗教批判とその射程」安藤泰至編『「いのちの思想」を掘り起こす――生命倫理の再生に向けて』岩波書店
- 土肥恒之2012『西洋史学の先駆者たち』中公叢書

### 論文
- 片岡弘勝「上原專祿「死者のメディア」論における「主体性形成」の条件 ─「死者の言葉を聴きとる」方法の含意─」『奈良教育大学紀要. 人文・社会科学』第66巻第1号、奈良教育大学、2017年11月、1-12頁、hdl:10105/00012903、ISSN 0547-2393、CRID 1050564289005077248。
- 山田真由美「戦後教育学における民族の再考 : 上原専祿の「国民教育」論を手掛かりに」『北海道教育大学紀要. 教育科学編』第69巻第1号、北海道教育大学、2018年8月、19-31頁、doi:10.32150/00006687、ISSN 1344-2554、CRID 1390576302826932608。
- 伊藤智比古「戦後日本における上原専禄の「国民」論と「国民教育」論」『史境』79・80、歴史人類学会、2020年9月、207-220頁、ISSN 02850826、CRID 1520290884703405312。